# Georges Rigal
Pour les articles homonymes, voir Rigal.
Georges Rigal (né le 6 janvier 1890 à Paris et mort le 25 mars 1974 à Saint-Maur-des-Fossés) était un nageur français. Il fut champion olympique de water-polo, puis président de la Fédération française de natation.

## Carrière
Champion de France et recordman de France du 100 mètres nage libre de 1911 à 1919, il participa aux Jeux olympiques de 1912 : il termine deuxième de la série la moins rapide et est qualifié pour le second tour pour lequel il déclare forfait. Il fut le premier nageur français à adopter le style du crawl.
En 1918, il se classe deuxième dans la Coupe de Noël, course annuelle traversant la Seine au pont Alexandre III de Paris.
Il reste surtout célèbre pour sa carrière de joueur de water-polo. Avec l'équipe de France, il fut champion olympique en 1924. Il évoluait au club de la Libellule de Paris, avec lequel il remporta quatre titres de champion de France.
À l'issue de sa carrière sportive, il se reconvertit dans la profession de négociant en bois, tout en restant actif au niveau de sa fédération. Sélectionneur de l'équipe de France de water-polo lors des Jeux Olympiques de Berlin en 1936, il sera élu président de la Fédération Française de natation de 1959 à 1964.
Une piscine du 11e arrondissement de Paris porte son nom.